# Kakovice (Mirovice)
Kakovice jsou malá vesnice, část města Mirovice v okrese Písek v Jihočeském kraji. Nachází se asi dva kilometry jižně od Mirovic. Kakovice jsou také název katastrálního území o rozloze 1,59 km².

## Historie
První písemná zmínka o vesnici pochází z roku 1488.

## Obyvatelstvo
| Rok            | 1869 | 1880 | 1890 | 1900 | 1910 | 1921 | 1930 | 1950 | 1961 | 1970 | 1980 | 1991 | 2001 | 2011 | 2021 |
| -------------- | ---- | ---- | ---- | ---- | ---- | ---- | ---- | ---- | ---- | ---- | ---- | ---- | ---- | ---- | ---- |
| Počet obyvatel | 100  | 95   | 98   | 93   | 99   | 93   | 86   | 56   | 55   | 42   | 38   | 30   | 30   | 26   | 30   |
| Počet domů     | 11   | 13   | 13   | 13   | 13   | 13   | 13   | 14   | 12   | 11   | 11   | 8    | 12   | 12   | 11   |

## Obecní správa
Při sčítání lidu v letech 1850–1876 Kakovice byly osadou obce Horosedly v okrese Písek. V letech 1877–1963 byly samostatnou obcí v okrese Písek. V letech 1964–1984 byly částí obce Mišovice v okrese Písek. Od 1. ledna 1985 jsou částí města Mirovice v okrese Písek. Poté se Mišovice opět osamostatnily, ale Kakovice již zůstaly součástí Mirovic. V letech 1874–1897 k obci patřily Horní Nerestce a v letech 1877–1964 také Minice a Mišovice.

## Pamětihodnosti
- U komunikace 175 z vesnice ve směru na Mirovice se na křižovatce nalézá kříž. Kříž na vysokém kamenném podstavci má v zdobném kulatém štítku tento nápis: POCHVÁLEN BUĎ PÁN JEŽIŠ KRISTUS. Také je zde uvedena datace 1993.

## Galerie

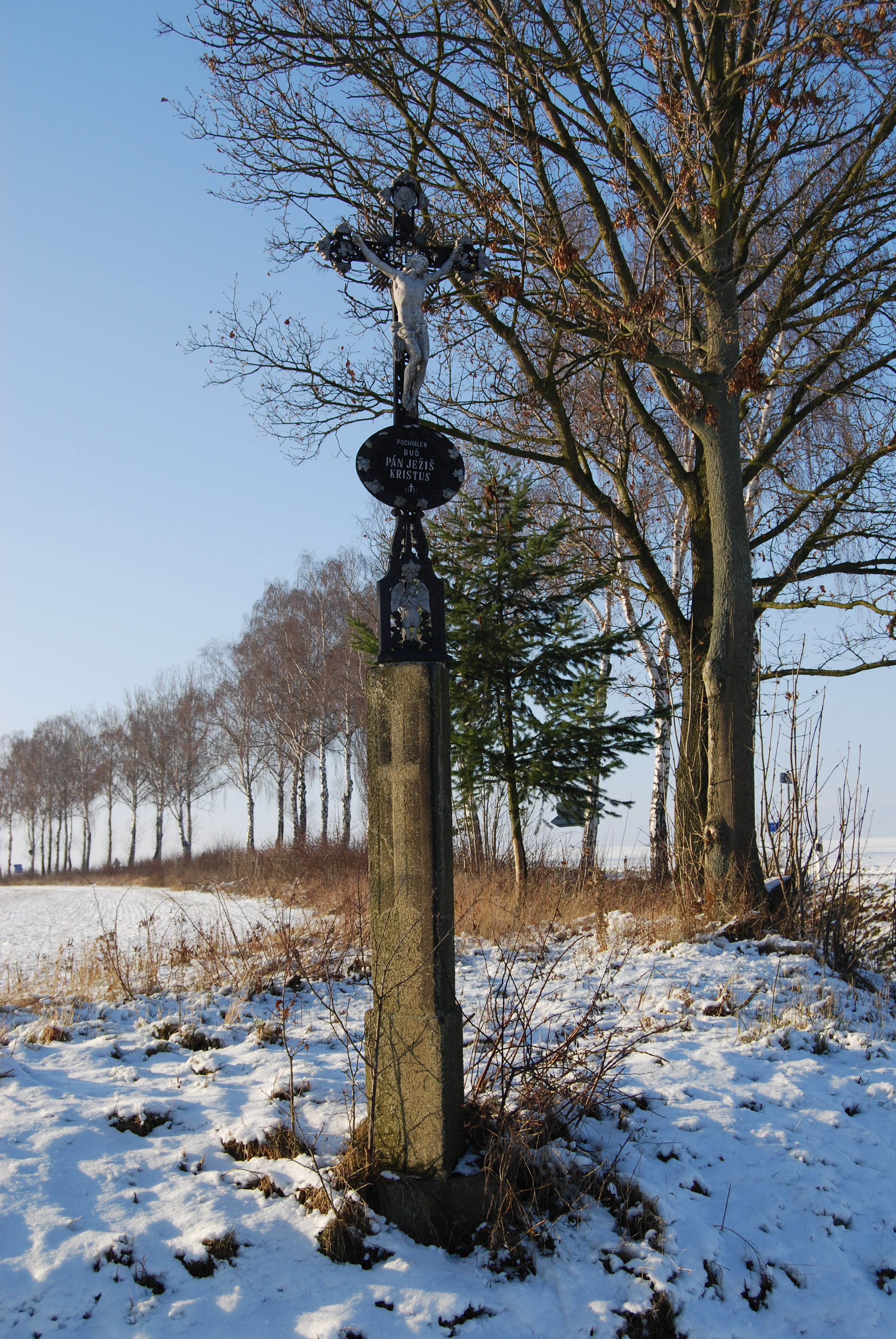
Kříž poblíž vesnice
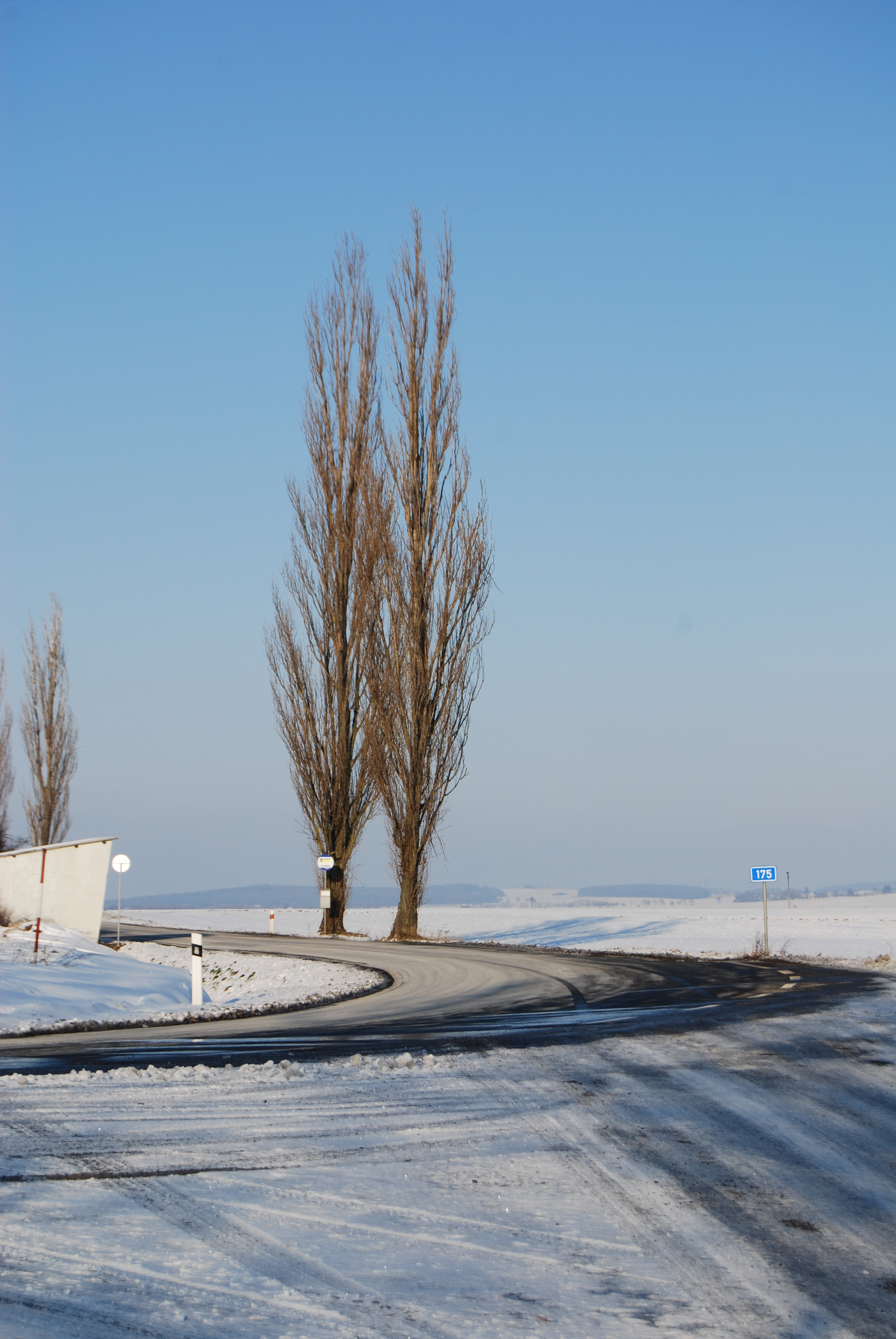
Křižovatka na Mirovice